# Minister za naravne vire in prostor Republike Slovenije
Minister za naravne vire in prostor Republike Slovenije je politični vodja Ministrstva za naravne vire in prostor Republike Slovenije, ki ga predlaga predsednik Vlade Republike Slovenije in imenuje Državni zbor Republike Slovenije. Po Zakonu o Vladi Republike Slovenije član Vlade Republike Slovenije. Med letoma 2002 in 2004 je bila položaju v imenu dodana še energetika, med letoma 2012 in 2014 pa je bilo ministrstvo reorganiziran zaradi protikriznih ukrepov. Od leta 2023 se je položaju odvzelo resor okolja, dodalo pa se mu je naravne vire. 
Trenutni minister je Jože Novak.

## Seznam

### Republiški komite za varstvo okolja in urejanje prostora

#### 1. vlada Republike Slovenije
- Miha Jazbinšek (16. maj 1990 – 14. maj 1993)

### Minister za varstvo okolja in urejanje prostora

#### 2. vlada Republike Slovenije
- Miha Jazbinšek (14. maj 1992 – 25. januar 1993)

### Minister za okolje in prostor

#### 3. vlada Republike Slovenije
- Miha Jazbinšek (25. januar  1993 – 1. februar 1994)
- Pavel Gantar (28. februar 1994 – 27. februar 1997)

#### 4. vlada Republike Slovenije
- Pavel Gantar (27. februar 1997 – 7. junij 2000)

#### 5. vlada Republike Slovenije
- Andrej Umek (7. junij 2000 – 30. november 2000)

#### 6. vlada Republike Slovenije
- Janez Kopač (30. november 2000 – 19. december 2002)

#### 7. vlada Republike Slovenije
- Janez Kopač (19. december 2002 – 3. december 2004)

#### 8. vlada Republike Slovenije
- Janez Podobnik, SLS (3. december 2004 – 21. november 2008)

#### 9. vlada Republike Slovenije
- Karl Erjavec, DeSUS (21. november 2008 – 12. februar 2010)
- Roko Žarnić, DeSUS (12. februar 2010 – 10. februar 2012)

#### 12. vlada Republike Slovenije
- Irena Majcen, DeSUS (18. september 2014 – 13. september 2018)

#### 13. vlada Republike Slovenije
- Jure Leben, SMC (13. september 2018 – 27. februar 2019)
- Simon Zajc, SMC (27. marec 2019 – 13. marec 2020)

#### 14. vlada Republike Slovenije
- Andrej Vizjak, SDS (13. marec 2020 – 1. junij 2022)

#### 15. vlada Republike Slovenije
- Uroš Brežan, Gibanje Svoboda (1. junij 2022 – 24. januar 2023)

### Ministrstvo za naravne vire in prostor
- Uroš Brežan, Gibanje Svoboda (24. januar 2023 – 9. oktober 2023)
- Alenka Bratušek, Gibanje Svoboda (9. oktober 2023 – 7. december 2023; začasno pooblaščena)
- Jože Novak, Gibanje Svoboda (7. december 2023 – danes)

## Položaj v Evropski uniji
Minister za okolje in prostor je član Sveta Evropske unije za okolje (ENVI).